# 鹿児島県立串良商業高等学校
鹿児島県立串良商業高等学校（かごしまけんりつ くしらしょうぎょうこうとうがっこう）は、鹿児島県鹿屋市に所在する公立の商業高等学校。

## 設置学科
- 総合ビジネス科
- 情報処理科

## 沿革
- 1903年4月10日 - 西串良村立農業補習学校として開校
- 1923年7月18日 - 串良実業女学校と改称
- 1948年3月31日 - 学制改革により新制度による高等学校に移行鹿児島県串良高等学校と改称
- 1949年4月1日 - 全日制商業科設置
- 1950年4月1日 - 県立移管し、鹿児島県串良商業高等学校と改称
- 1956年4月1日 - 鹿児島県立串良商業高等学校に改称
- 1989年4月1日 - 情報処理科開科
- 2000年4月1日 - 総合ビジネス科新設し、商業科の募集停止（2003年閉科）

## 出身著名人
- 横峯良郎
- 吉見マサノヴ（作家）